# 島根県立古代出雲歴史博物館
島根県立古代出雲歴史博物館（しまねけんりつこだいいずもれきしはくぶつかん）は、島根県出雲市にある歴史系の博物館。松江市内にあった古代文化センターの所蔵していた歴史的資料を核に拡充した施設である。設計は槇文彦を代表とする案が採用され、博物館本館のほか風土記の庭などで構成されている。
施設の改修のため、2025年4月1日から休館し、2026年10月に再オープンする予定である。

## 概要
2007年3月10日に出雲大社の東隣に開館した。出雲の古代文化遺跡（古代出雲）を中心とする博物館で、神庭荒神谷遺跡、加茂岩倉遺跡、出雲大社の巨大柱跡などをはじめとする遺跡発掘から得られた資料を展示している。
常設展示はテーマ別展示室、神話展示室、総合展示室に分かれている。主な展示物としては、荒神谷遺跡より出土した銅剣358本・銅矛16本、銅鐸6個（以上国宝）、加茂岩倉遺跡より出土した国宝の銅鐸39個、平安時代の出雲大社本殿を再現したという10分の1の模型などがある。総合展示室には、石見銀山など旧石見国も含めた島根県全体の歴史についての展示がある。このほか、中央ロビーには2000年に出雲大社境内から出土した宇豆柱が展示されている。
敷地内には「風土記の庭」や体験用の水田、工房が設置されている。また出雲大社との間の庭園西側には「風土記の路」が整備されている。
耐震改修や機器のメンテナンス、展示の一部リニューアルのため、2025年4月1日から休館し、再オープンは2026年10月の予定である（体験工房や庭園での講座やイベントは休館中も継続）。

## 建築
コンセプトとして建築の主張を抑えるために面と線を簡素に表し、素材も鉄とガラスというシンプルな組み合わせになっている。また、壁面の鋼は古代のたたら製鉄、ガラスは現代性をそれぞれ象徴する役割も担い、古代と現代の融合という意味合いもある。また元々の敷地は駐車場と湿原で、『出雲国風土記』に由来する植物の植生試験なども行われた結果、庭園はタブやシイ、カシなど常緑の広葉樹を中心とする植栽となった。

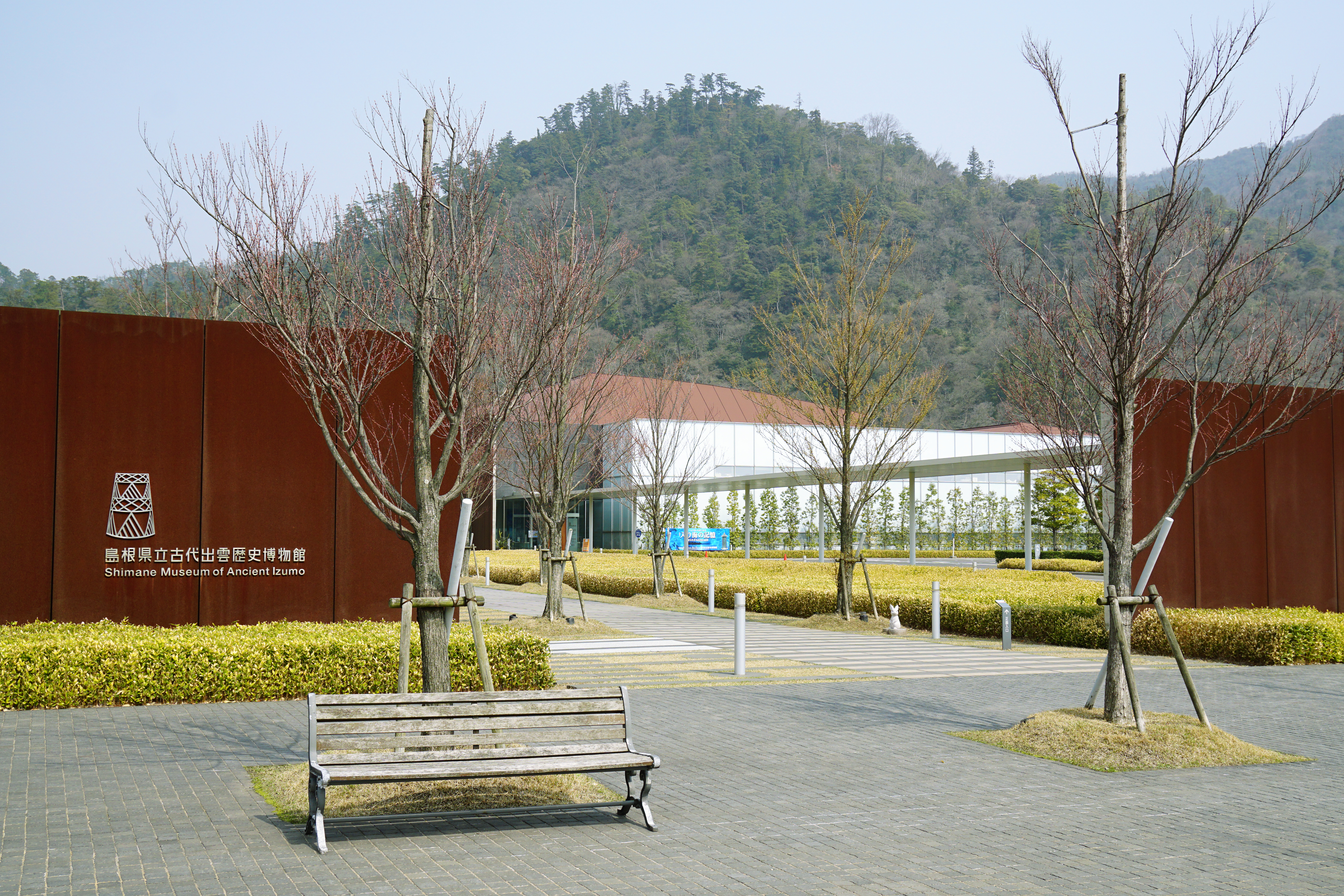
ゲート前
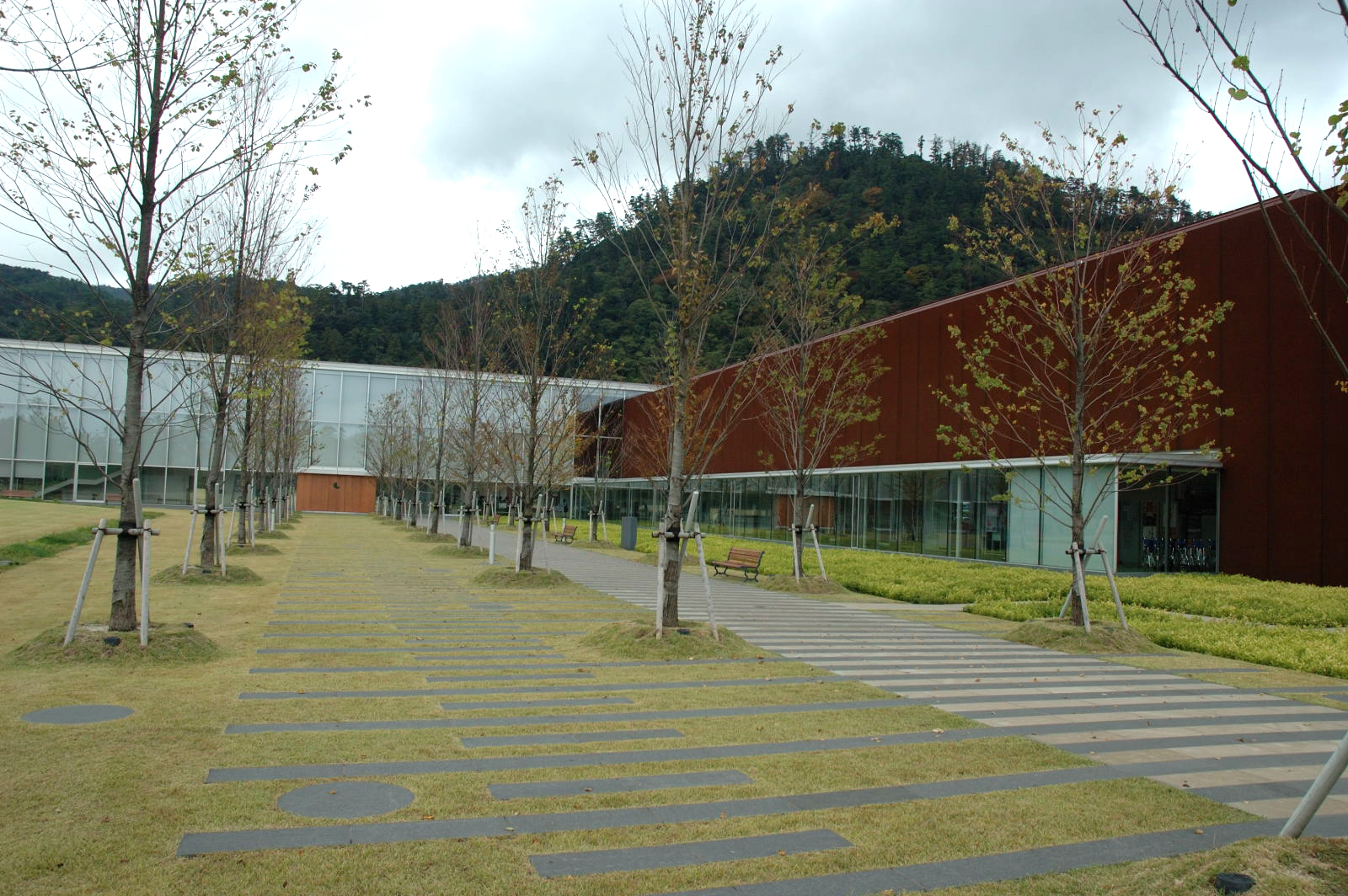
建物近景
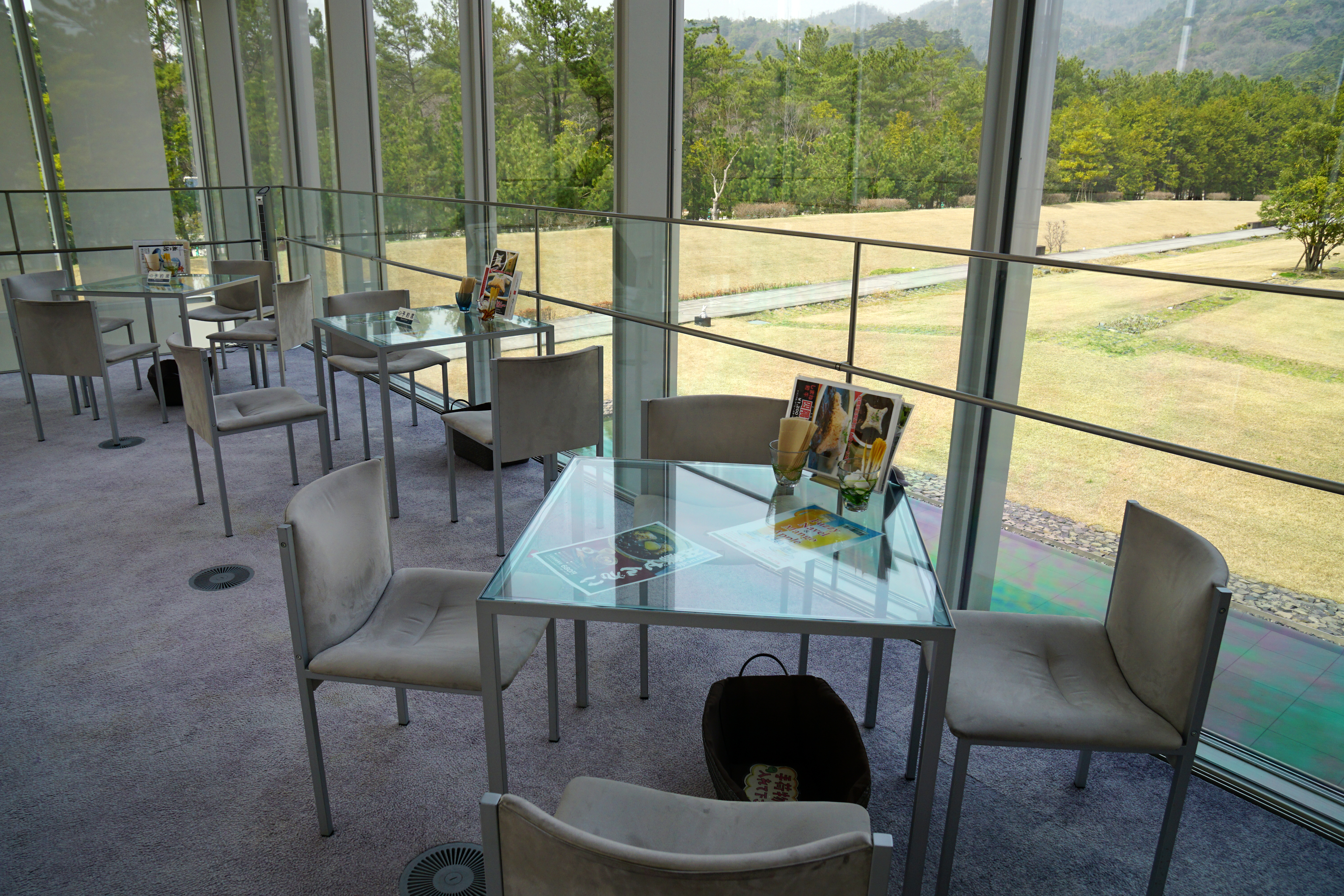
カフェ「maru cafe」

## 構成
- 中央ロビー（宇豆柱）
- 展示室
  - 神話回廊（神話シアター、神話展示コーナー、神話探検コーナー）
  - 総合展示室
  - テーマ別展示室（出雲大社と神々の国のまつり、出雲国風土記の世界、青銅器と金色の大刀）
  - 特別展示室
- 空中歩廊
- 展望テラス
- ミュージアムショップ一畑
- カフェ「maru cafe」
- 情報交流室
- 講義室
- 風土記の庭
- 体験工房
- 体験水田

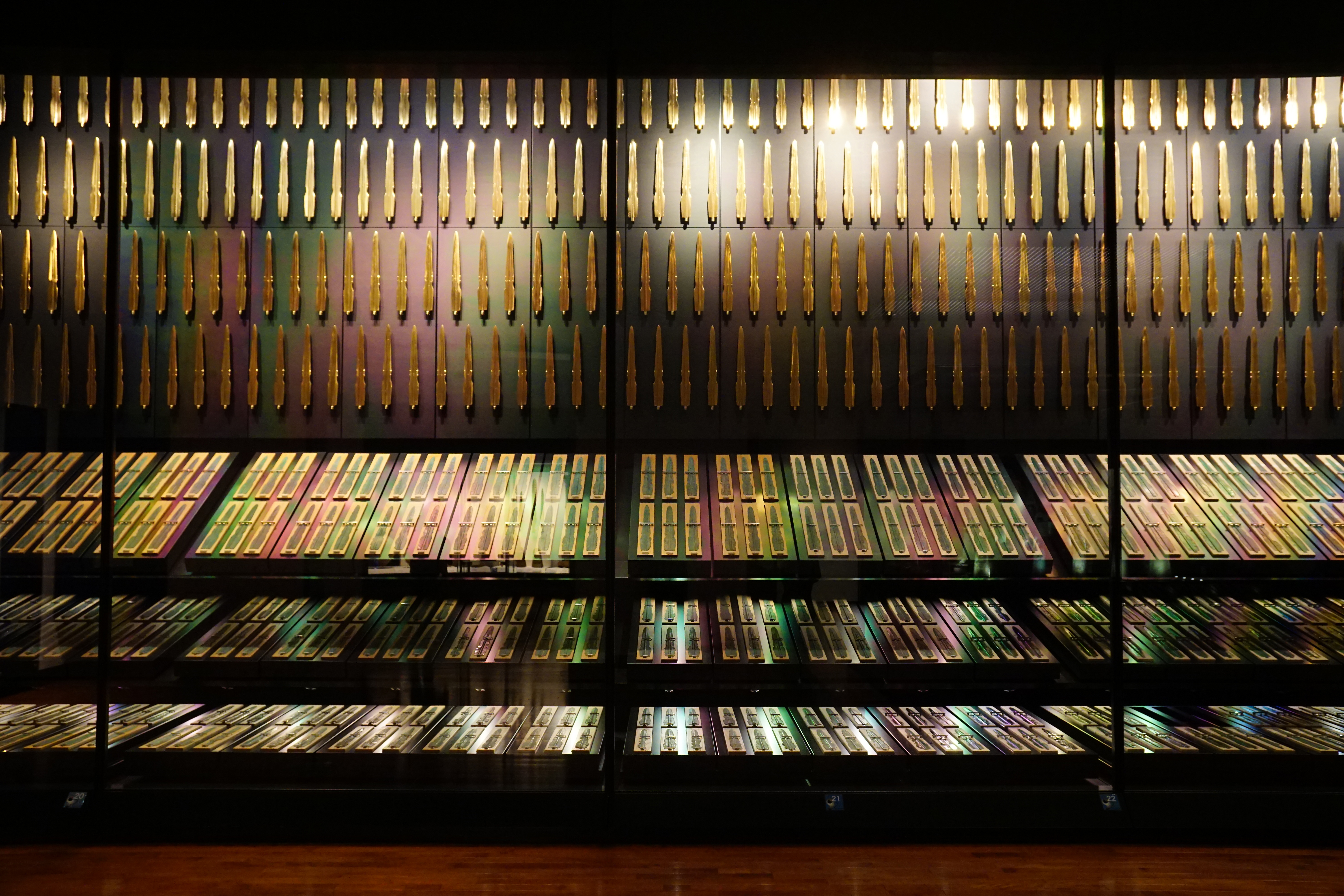
展示室 - 荒神谷遺跡出土の銅剣（国宝）
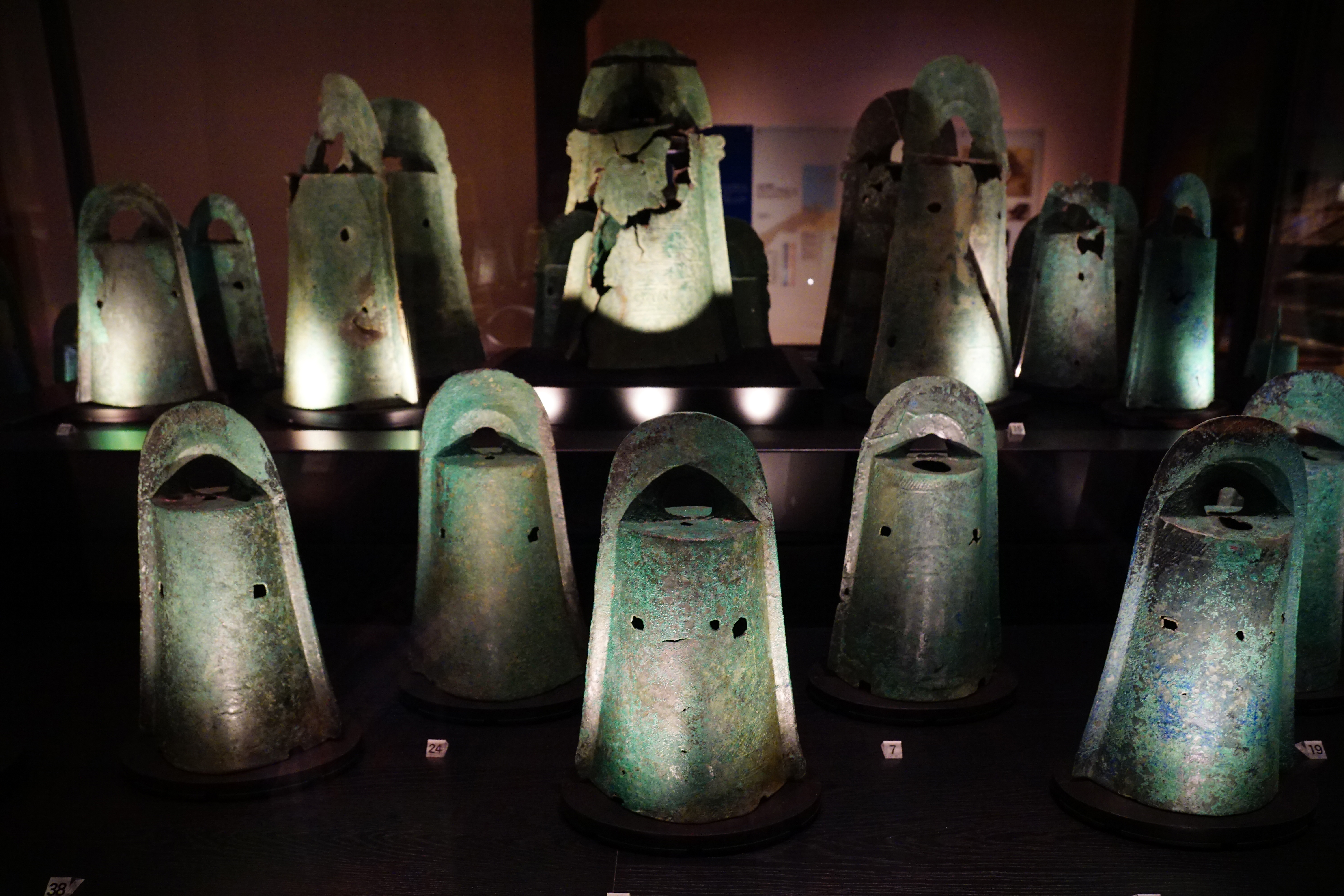
展示室 - 加茂岩倉遺跡出土の銅鐸（国宝）
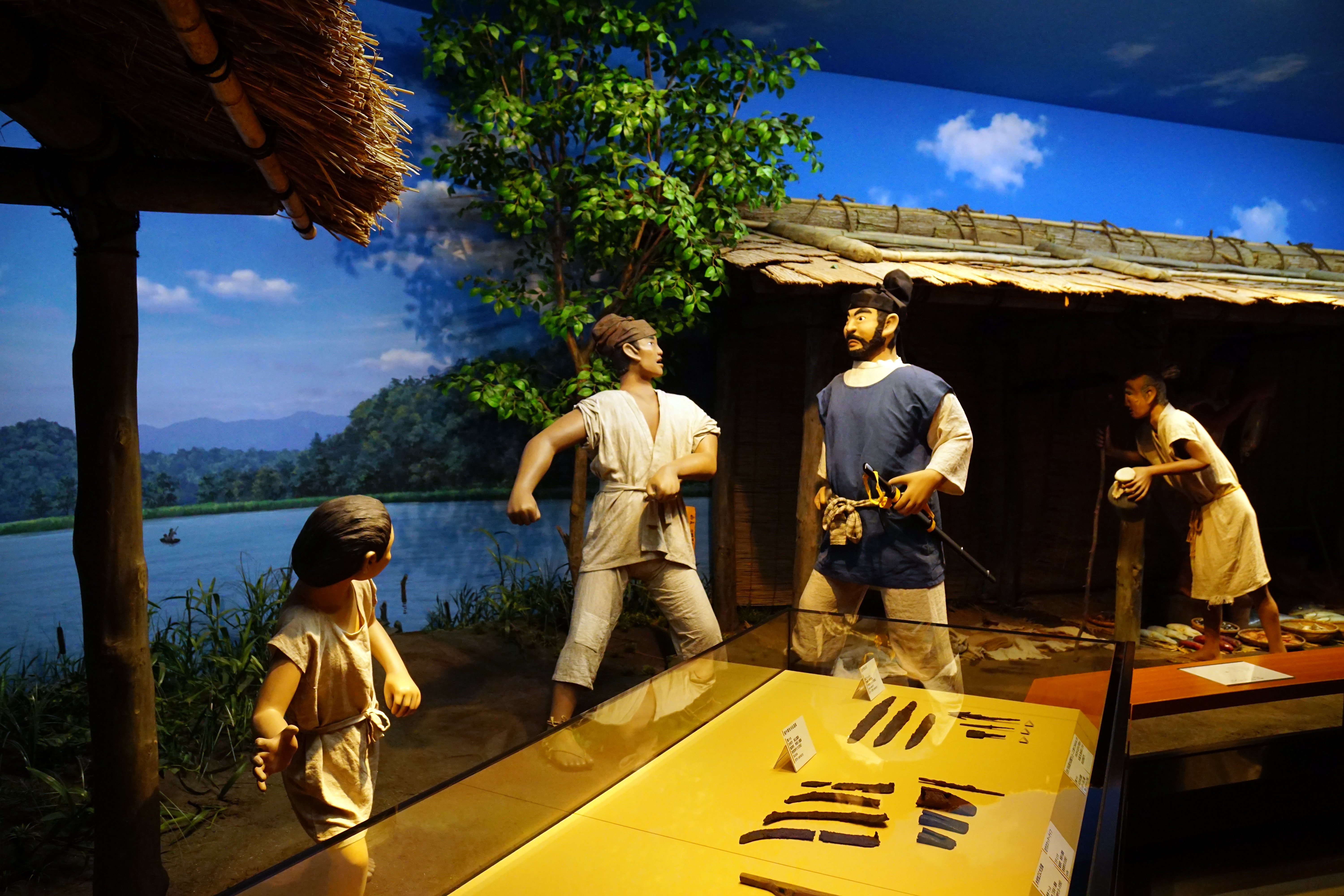
展示室 - 神話展示コーナー
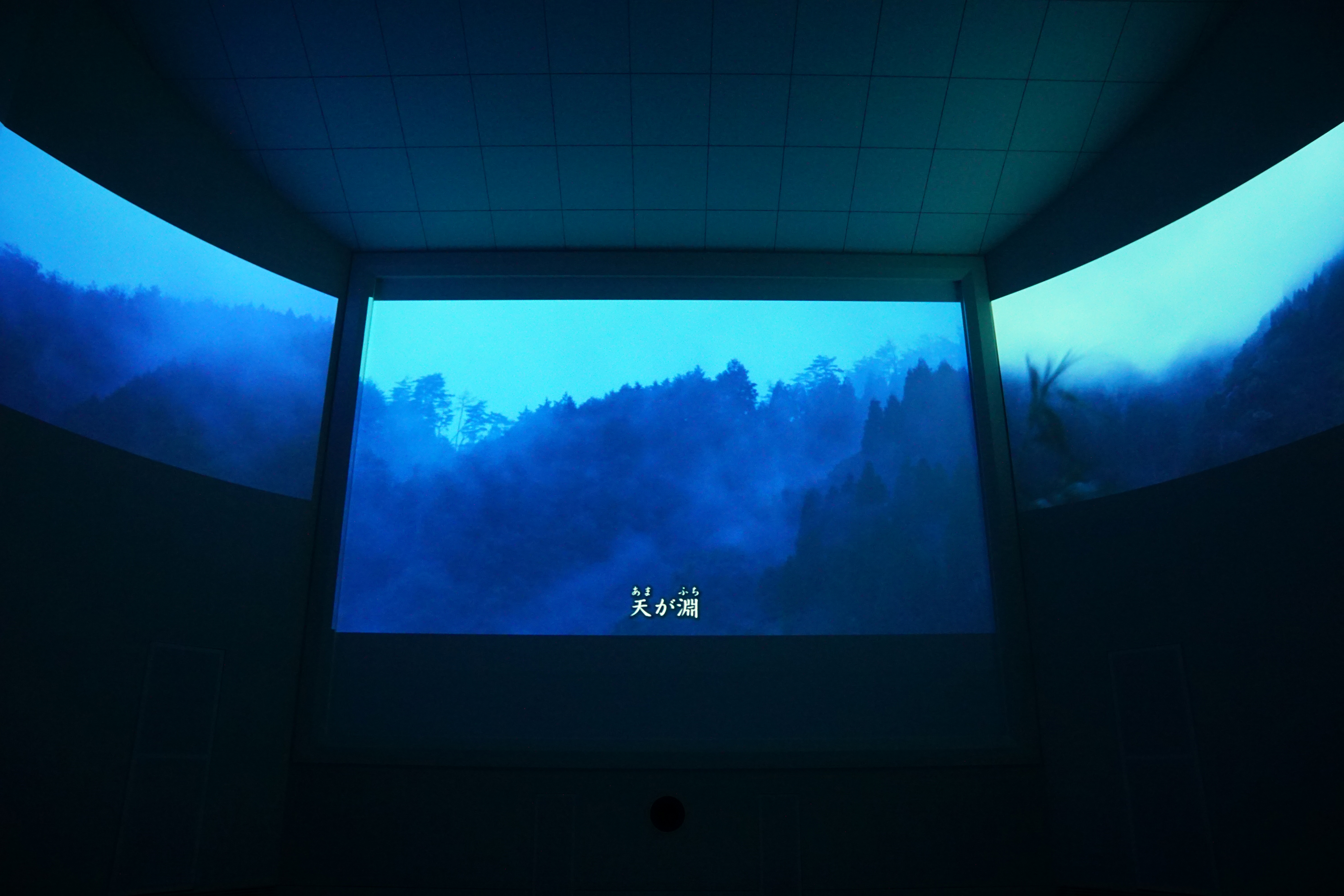
展示室 - 神話シアター
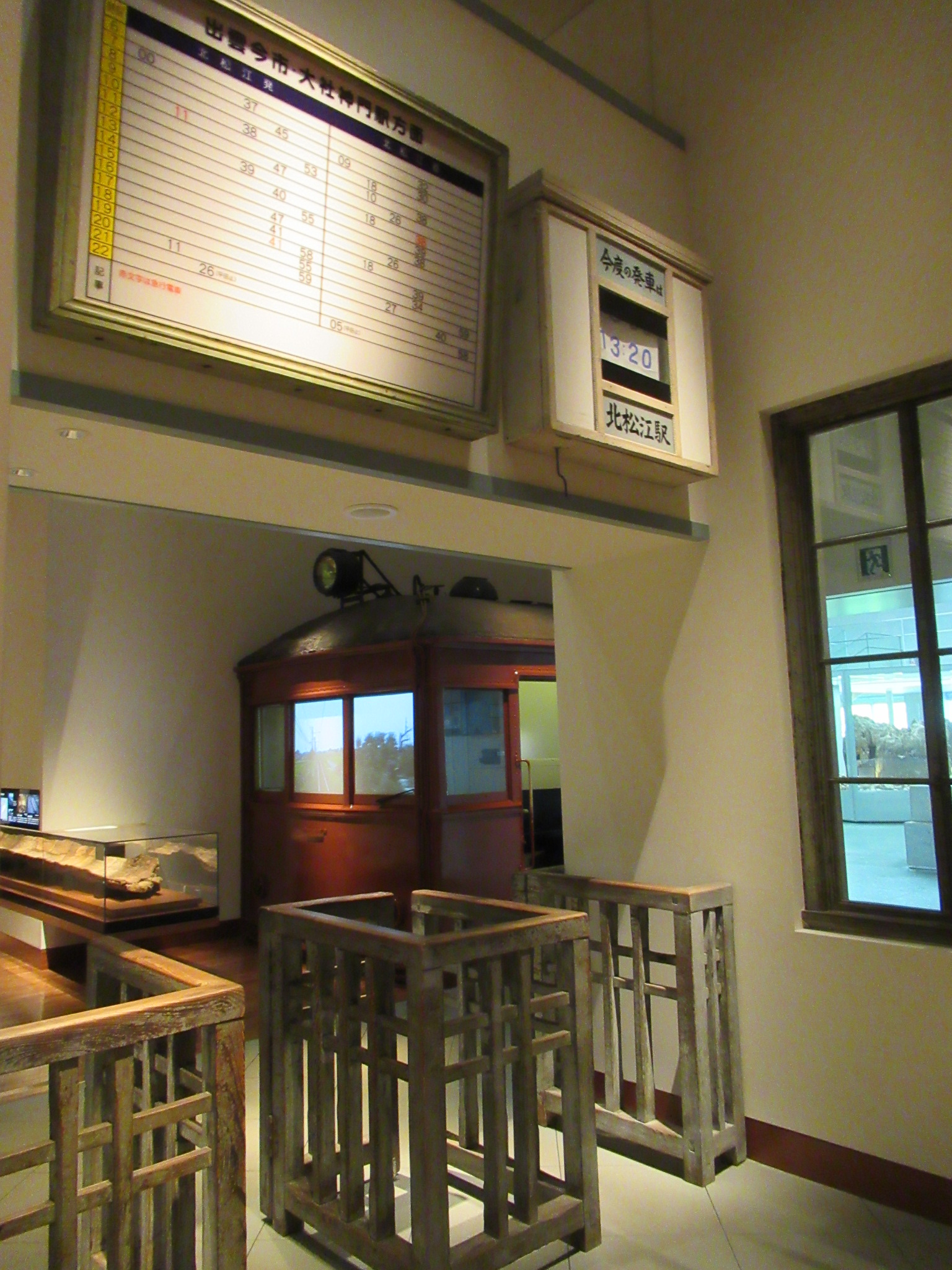
展示室 - 北松江駅再現展示

## アクセス
- 電車
  - 一畑電車大社線出雲大社前駅下車、徒歩7分
- バス
  - 一畑バス正門前停留所下車、徒歩3分
  - 一畑バス古代出雲歴史博物館前停留所下車